# Преступления в Конго
«Преступле́ния в Ко́нго» (англ. The Crime of the Congo) — публицистическая книга сэра Артура Конан Дойля о нарушениях прав человека в Свободном государстве Конго в 1885—1908 годах, являвшегося «личным владением» короля Бельгии Леопольда II.
Книга была задумана автором как разоблачение ситуации в так называемом Свободном государстве Конго, названном писателем «резиновым режимом».
В 1884—1885 г. на Берлинской конференции европейских держав с целью раздела территорий Центральной Африки, благодаря искусным интригам, Леопольд II получил в свою собственность территорию в 2,3 млн квадратных километров на южном берегу реки Конго и основывал там так называемое Свободное Государство Конго. В соответствии с соглашениями он обязался заботиться о благе местного населения, «улучшать моральные и материальные условия их жизни», бороться с работорговлей, поощрять работу христианских миссий и научных экспедиций, а также содействовать свободной торговле в регионе.
Площадь новых владений короля была в 76 раз больше площади самой Бельгии. Чтобы держать многомиллионное население Конго под контролем, использовались т. н. «Общественные силы» — частная армия, сформированная из ряда местных воинственных племен, под командованием европейских офицеров.
Основой богатства Леопольда стал экспорт природного каучука и слоновой кости. Условия работы на каучуковых плантациях были невыносимыми: сотни тысяч людей гибли от голода и эпидемий. Зачастую, чтобы принудить местных жителей к работе, власти колонии брали в заложники женщин и держали их под арестом в течение всего сезона сбора каучука. За малейшую провинность чернокожих работников калечили и убивали.
Автор писал: 

«Письма очевидцев из Конго, последнее из которых датировано 27 сентября, свидетельствуют о том, что принудительный труд, похищение людей, транспортировка рабов, закованных в цепи, и поджоги селений продолжаются по сей день и стали привычными.»— Артур Конан-Дойль. «Преступления в Конго». «Дэйли график», 23 ноября 1909 г.
Конан Дойль «твёрдо считал», что преступления, совершённые в Конго, были «величайшими, которые когда-либо знало человечество», он высоко оценил работу Общества по проведению реформ в Конго.
Газета «Daily Express» высоко оценила книгу Конан Дойля как «самый мощный обвинительный акт развязанной бельгийскими правителями войны против этой окровавленной колонии».